# Ситник купчастий
{{#ifeq:0|0|{{#if:|{{#if:Juncusconglomeratus|[[]}}|}}}}
Ситник купчастий, ситник скупчений (Juncus conglomeratus) — вид трав'янистих рослин з родини ситникових (Juncaceae), поширений у пн.-зх. Африці, Європі, Азії.

## Опис
Багаторічна трав'яниста рослина 30–100 см заввишки. Стебло як у сухому, так і в свіжому стані глибоко борозенчасте, особливо біля суцвіття. Суцвіття зазвичай головчате. Приквітковий листок в суцвітті б. м. значно роздутий. Коробочка без поглиблення на верхівці, залишок стовпчика — на маленькому узвишші.

## Поширення
Поширений у пн.-зх. Африці, Європі, Азії — Азербайджан, Вірменія, Грузія, північний Ірак, північна Туреччина; натуралізований в Австралії, Новій Зеландії, Канаді, США, Венесуелі.
В Україні вид зростає на вологих місцях, в канавах, болотах — майже на всій території, на південь просувається по Дніпру і Сів. Донцю, в Криму — у горах.

## Галерея

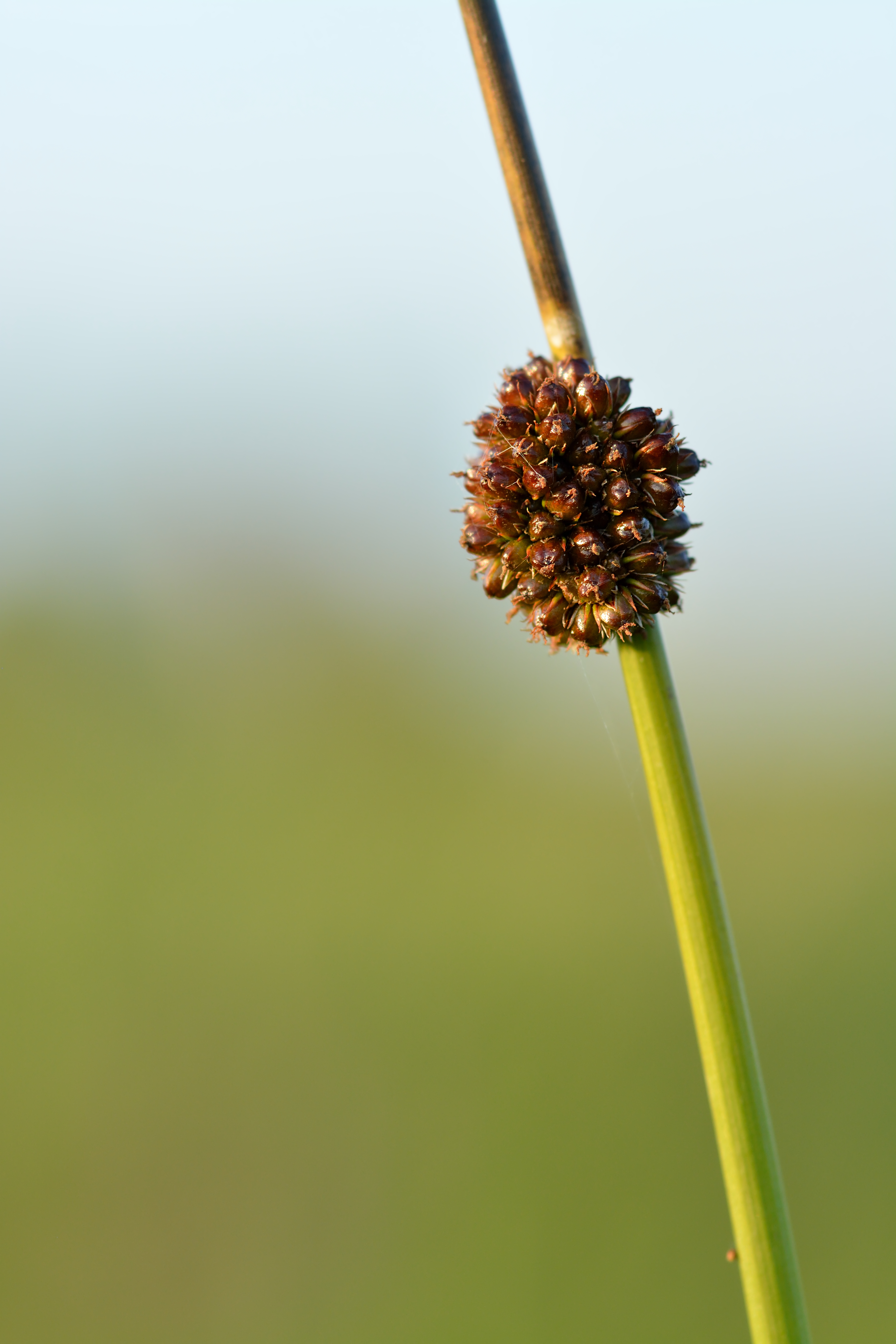
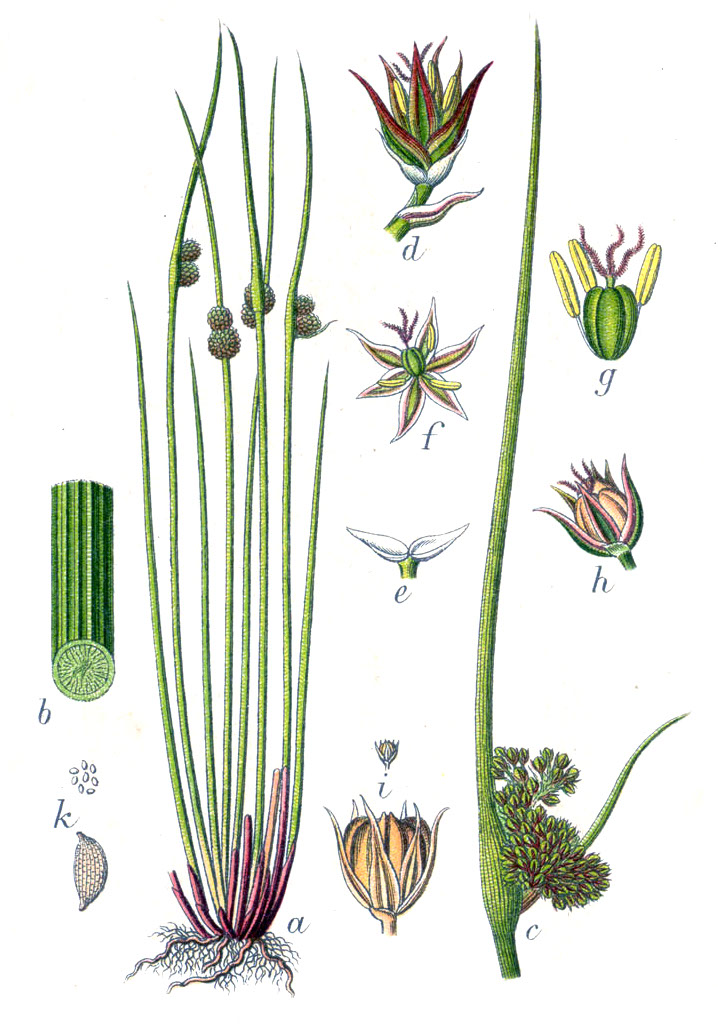